# António Silva
António João Pereira Albuquerque Tavares Silva (Viseo, 31 de octubre de 2003) es un futbolista portugués que juega de defensa en el S. L. Benfica de la Primeira Liga.

## Trayectoria
Comenzó su carrera en el Viseu United, antes de fichar por el S. L. Benfica en 2015. Firmó su primer contrato profesional en noviembre de 2021.

## Selección nacional
Ha representado a Portugal a nivel internacional en categorías inferiores.
En noviembre de 2022 fue convocado con la selección absoluta para participar en el Mundial 2022 e hizo su debut en un amistoso ante Nigeria previo a la celebración del torneo.

### Participaciones en Copas del Mundo
| Mundial      | Sede  | Resultado        | Partidos | Goles |
| ------------ | ----- | ---------------- | -------- | ----- |
| Mundial 2022 | Catar | Cuartos de final | 1        | 0     |

### Participaciones en Eurocopas
| Copa          | Sede     | Resultado        | Partidos | Goles |
| ------------- | -------- | ---------------- | -------- | ----- |
| Eurocopa 2024 | Alemania | Cuartos de final | 2        | 0     |

## Estadísticas

### Clubes
Actualizado al último partido disputado el 28 de junio de 2025.
| Club                       | Div.          | Temporada     | Liga  | Liga  | Copas nacionales | Copas nacionales | Copas internacionales | Copas internacionales | Total | Total |
| Club                       | Div.          | Temporada     | Part. | Goles | Part.            | Goles            | Part.                 | Goles                 | Part. | Goles |
| -------------------------- | ------------- | ------------- | ----- | ----- | ---------------- | ---------------- | --------------------- | --------------------- | ----- | ----- |
| S. L. Benfica "B" Portugal | 2.ª           | 2021-22       | 2     | 0     | —                | —                | —                     | —                     | 2     | 0     |
| S. L. Benfica "B" Portugal | 2.ª           | 2022-23       | 2     | 0     | —                | —                | —                     | —                     | 2     | 0     |
| S. L. Benfica "B" Portugal | Total club    | Total club    | 4     | 0     | 0                | 0                | 0                     | 0                     | 4     | 0     |
| S. L. Benfica Portugal     | 1.ª           | 2022-23       | 31    | 3     | 4                | 0                | 10                    | 2                     | 45    | 5     |
| S. L. Benfica Portugal     | 1.ª           | 2023-24       | 30    | 2     | 10               | 0                | 10                    | 0                     | 50    | 2     |
| S. L. Benfica Portugal     | 1.ª           | 2024-25       | 23    | 1     | 10               | 1                | 13                    | 0                     | 46    | 2     |
| S. L. Benfica Portugal     | Total club    | Total club    | 84    | 6     | 24               | 1                | 33                    | 2                     | 141   | 9     |
| Total carrera              | Total carrera | Total carrera | 88    | 6     | 24               | 1                | 33                    | 2                     | 145   | 9     |

## Palmarés

### Títulos nacionales
| Título                      | Club          | País     | Año  |
| --------------------------- | ------------- | -------- | ---- |
| Primeira Liga               | S. L. Benfica | Portugal | 2023 |
| Supercopa de Portugal       | S. L. Benfica | Portugal | 2023 |
| Copa de la Liga de Portugal | S. L. Benfica | Portugal | 2025 |
| Supercopa de Portugal       | S. L. Benfica | Portugal | 2025 |

### Títulos internacionales
| Título                      | Club (*)              | Sede     | Año  |
| --------------------------- | --------------------- | -------- | ---- |
| Liga de Naciones de la UEFA | Selección de Portugal | Alemania | 2025 |

(*) Incluyendo la selección.